# Wilhelm Brindlinger

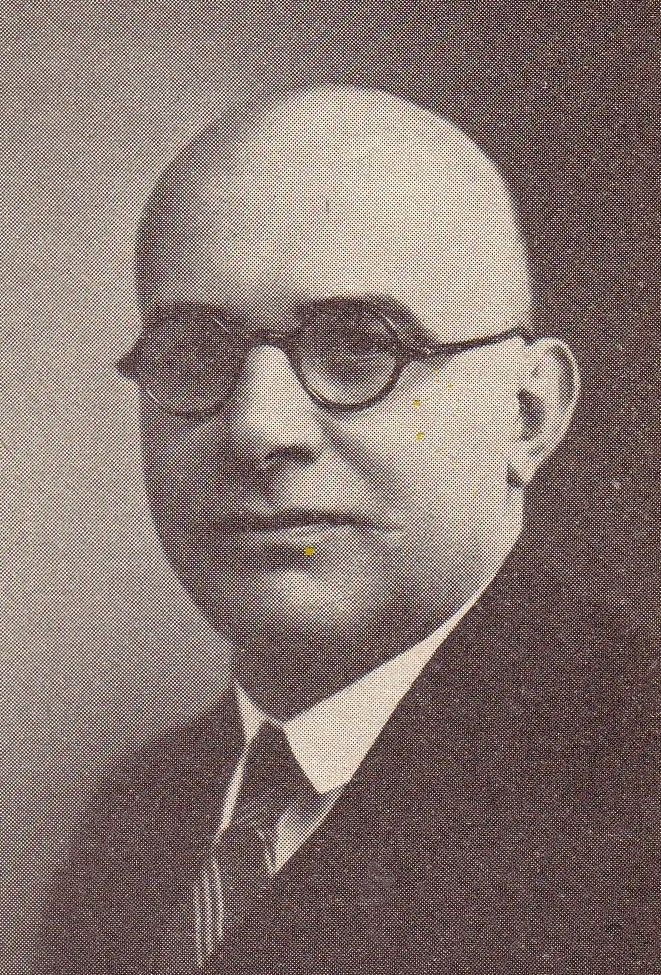
Wilhelm Brindlinger

Wilhelm Brindlinger (* 21. Oktober 1890 in Pieragienen,  Kreis Insterburg; † 19. Juli 1967 in München) war ein deutscher Verwaltungsjurist und Kommunalbeamter. Von 1931 bis 1944 war er der letzte deutsche Bürgermeister von Memel. Als Heimatvertriebener fand er in München den Weg zum Schriftsteller.

## Leben
Brindlingers Vorfahren waren Salzburger Exulanten, die in Preußisch Litauen Zuflucht gefunden hatten. Nach dem Abitur am Gymnasium in Insterburg studierte Brindlinger an der Albertus-Universität Königsberg und der Friedrichs-Universität Halle  Rechtswissenschaft. Er wurde Mitglied des Corps  Masovia (1910) und des Corps Palaiomarchia (1911).  Das Wintersemester 1911/12 verbrachte er an der Friedrich-Wilhelms-Universität Berlin. Im Oktober 1913 bestand er das Referendarexamen. 1916 wurde er von der Universität Greifswald zum Dr. iur. promoviert. Das Rechtsreferendariat absolvierte er in Labiau. Im Ersten Weltkrieg war er Kriegsfreiwilliger bei der Reitenden Abteilung des Feldartillerie-Regiments Nr. 1. Als Unteroffizier mit dem  Eisernen Kreuz II. Klasse ausgezeichnet, musste er wegen schwerer Gebrechen 1916 heimkehren. Bis zum Kriegsende 1918 war er Beamtenstellvertreter bei der Intendantur in Königsberg i. Pr.

### Oberbürgermeister in Memel
Nach dem Assessorexamen und der Ernennung zum Landgerichtsrat ging er 1922 als Rechtsanwalt und Notar nach Heydekrug und 1931 nach Memel. In Memel wählte man ihn im selben Jahr zum Oberbürgermeister. Die Litauer versuchten die Wahl durch Stimmenkauf zu verhindern. Im aufgewühlten Memelland brodelte es unaufhörlich. 1920 war es ohne Volksabstimmung dem Völkerbund unterstellt worden. Die französische Besatzungsmacht tastete die Selbstverwaltung nicht an. Am 10. Januar 1923 drangen die Litauer dennoch mit Gewalt in das Memelland ein und vertrieben die Franzosen. Obwohl sie nur mit zwei bis fünf Abgeordneten im sonst deutschen Landesparlament von 29 Mitgliedern vertreten waren, scherten sie sich nicht um die versprochene Autonomie des Memellandes. So hatte es Brindlinger als deutsches Stadtoberhaupt zwischen Gouverneur, Direktorium, Parteien und Interessengruppen sehr schwer, zumal er bei den Litauern als führender Mann der Memelländischen Volkspartei schon in Heydekrug unbeliebt gewesen war.
Im Neumann-Sass-Prozess beeindruckte er durch klare, faire und korrekte Aussagen. Wie seine Verwaltung galt er als unbestechlich und zuverlässig. Unter Brindlingers Verantwortung entstanden neue Bauten und Schulen und ein neues Elektrizitätswerk. Seine besondere Liebe galt dem Theater, der Stadtbücherei und dem Sport. Nach der Eingliederung des Memelgebiets in das Deutsche Reich 1939 erntete Brindlinger nur kargen Dank. Er durfte Oberbürgermeister bleiben, wurde aber vom Gauleiter der NSDAP nicht bestätigt, vermutlich weil er Freimaurer war. Als Memel durch die Ostpreußische Operation (1945) schon brannte und die Einwohner evakuiert wurden, wurde auch Brindlinger, seelisch und körperlich zusammengebrochen, im Dezember 1944 aus der Stadt gebracht. Das Ende des Zweiten Weltkrieges erlebte er in Sankt Joachimsthal, Sudetenland. Zu Fuß erreichte er die böhmisch-bayerische Grenze. In Weismain fand er Zuflucht. Im September 1948 übersiedelte er nach Obersendling, wo er mit seiner Frau in einer neuen Baracke mit Wohnküche und Schlafzimmer lebte. Für die notdürftige Einrichtung sorgte Hans Widera.

### Schriftsteller
Der Literatur zugeneigt und als Heimatvertriebener zerrissen, fand Brindlinger in München zum Schreiben. Ostpreußisch vergrübelt und eigenwillig, aber von ungewöhnlichem Humor, schrieb er über die Menschen und die Natur im Memeldelta. Zwischen 1947 und 1957 entstanden drei Romanmanuskripte: Sebastian Schrubba, Herr Birun auf Birunischken, Die Fehde des alten Rohrer –  eine memelländische Trilogie zur Zeit von 1925 bis 1929. Sein breites, zum Teil skurriles Werk, reich an Wissen und Geschichte, ist eine volks- und heimatkundliche Fundgrube zu Sprache und Leben, Sitten und Gebräuchen des nördlichen Ostpreußens. Brindlinger hinterließ beachtliche Sonette. Wie etwas Illegitimes hielt er sein Werk lange verborgen.
Der Traum ist aus
Der Traum ist aus, es werde fließend gleiten

Auf meinen Sarg der feine Dünensand;

In harter Erde, fern dem Heimatland,

Wird man mir einst ein einsam Grab bereiten.

Dann knirscht und kreischt es an den blanken Scheiten

Und poltert an des hohen Deckels Kant´;

Es starren Steine aus der Grube Wand,

Und Kiesel rollen von des Hügels Seiten.

Zum Grabgeleite wird mir nicht ertönen

Der volle Orgelton der nahen See;

Kein Reiher wird vom Haff den Gruß mir bringen.

Doch manchmal wird Nordoststurm mich umstöhnen,

Und, rastend auf dem Südflug in der Näh´,

Wird leis´ ein Vogel von der Heimat singen.
Sein Lebensgefühl im zerstörten München beschreibt er in einem Gedicht, das er schätzte und einem Brief an Erich Haslinger vom 25. September 1948 beifügte:
Isarmöwen
Wieder Möwen mich umfliegen,

kreischend auf und nieder schnellen,

lassen taumelfroh sich wiegen

von dem Tanzspiel grüner Wellen.

Winken Gruß mir ihre Flügel?

Kam zurück mir meine Welt?

– Statt der weichen Dünenhügel

ragt um mich ein Trümmerfeld.

## Werke
- Über die Ansprüche des Dritteigentümers nach beendigter Mobiliarzwangsvollstreckung in dem Schuldner nicht gehörige Sachen, Königsberg i. P.: Ostpr. Druck- u. Verlagsanstalt, 1915
- Als Masur bei der Altmark. Zeitung der Altmärker-Masuren, Kiel. Teil I: 26 (1969), S. 263–265; Teil II: 27 (1960), S. 312–315; Teil III: 28 (1961), S. 340–343
- Laßt mir mein Heimweh, Flensburg 1985